# 2605 Sahade
2605 Sahade eller 1974 QA är en asteroid i huvudbältet som upptäcktes den 16 augusti 1974 av Félix Aguilar-observatoriet. Den är uppkallad efter den argentinske astronomen Jorge Sahade.
Asteroiden har en diameter på ungefär 11 kilometer och den tillhör asteroidgruppen Eos.